# Acaciella carbonaria
Acaciella carbonaria là một loài thực vật có hoa trong họ Đậu. Loài này được (Schltdl.) Britton & Rose miêu tả khoa học đầu tiên năm 1928.